# Musca larvata
Musca larvata är en tvåvingeart som först beskrevs av Franz Paula von Schrank 1781.  Musca larvata ingår i släktet Musca, ordningen tvåvingar, klassen egentliga insekter, fylumet leddjur och riket djur.
Artens utbredningsområde är Österrike. Inga underarter finns listade i Catalogue of Life.